# الآن أو أبدا
```
!
```

الآن أو أبدًا !(بالإنجليزية: It's Now or Never!)هي مسرحية كوميديه كتبها مايلز تريدنيك . تم نشرها في عام ١٩٩١ من قبل وارنر شابيل بلايز وتم إنتاجها لأول مرة في مسرح الملكة في هورنشيرش، إنجلترا في عام ١٩٩٤ . قام ببطولتها توني روبير وبيتر بولكاربو وتم إنتاجها بواسطة رود كوتون وجو سكوت_ باركنسون بالاشتراك مع مسرح الملكة هورنشورش. كان من إخراج مارينا كالديرون . المسرحية هي تكملة للمؤلف في وقت سابق «اضحك ؟ لقد ذهبت تقريبًا إلي ميامي!» ( Laugh? I Nearly Went to Miami!)

## الشخصيات والموجز
- توم ويلز - أكبر معجب الفيس بريسلي في العام
- أليس مارتن-خطيبة توم
- كيث كلارك- سباك وزميله معجب الفيس
- ليديا- تعمل في مجال التنظيف الجاف
- ألفيس- جار كيث
- دافني وود- صحفي جريدة
- المفتش أولفيرا-ضابط شرطة

وصل توم المتعصب لإلفيس بريسلي وخطيبته أليس إلى إسبانيا من كولشيستر استعدادًا لحفل زفافهما الذي طال انتظاره. كيث كلارك، سباك وزميله متعصب إلفيس، عرض عليهم استخدام الفيلا الخاصة به خارج ماربيا أثناء تواجده في لندن، لكن وصولهم قد سبقه رؤية كيث لإلفيس الحقيقي، وهو على قيد الحياة ويختبئ في فيلا قريبة .
دون علم أليس، التي لا تحب إلفيس كثيرًا، تحدث كيث عن توم لمساعدته في اختطاف إلفيس لبيع القصة للصحافة البريطانية . تسير الأمور وفقًا للخطة حتى تبدو أن الضحية يموت في حجزهم . الارتباك الناتج عن محاولات إخفاء الهستيريا ( والجسد ) من أليس بينما يقنع The Sunday Insider بغزوهم يؤدي إلى الفوضى حيث تظهر وتختفي مجموعه متنوعة من ' Elvises ' وتتغير الهويات لحظة بلحظة في هذه الكوميديا السريعة والجنون.

## الفهرس
- It's Now or Never! (Josef Weinberger Ltd) (ردمك 0-85676-148-6)

## روابط خارجية
- It's Now or Never! site
- Josef Weinberger Ltd booksite